# Tandzut
Tandzut – wieś w Armenii, w prowincji Armawir. W 2011 roku liczyła 1735 mieszkańców.